# Politisation

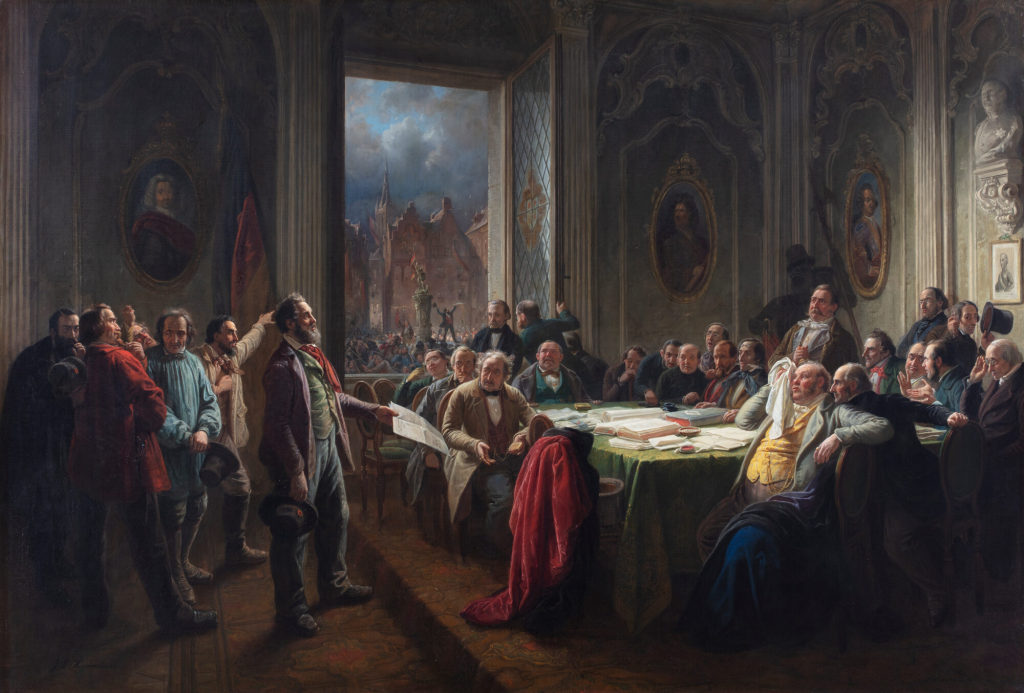
Le tableau "Arbeiter vor dem Magistrat" de Johann Peter Hasenclever, représente un moment significatif de politisation pendant la Révolution allemande de 1848/1849.

La politisation est le processus de socialisation par lequel un individu ou une association est amené à s'intéresser à la politique et à développer des réflexions et des pratiques qui en relèvent. Par extension, la politisation d'un groupe ou d'une société est le mouvement sociohistorique par lequel les questions politiques les pénètrent ainsi que le quotidien de leurs membres. Pour Daniel Gaxie, reprenant Weber, la politisation est « l'attention accordée au fonctionnement de l’espace des prises de position politiques ». La politisation peut se baser sur une compétence objective, c'est-à-dire les ressources qu'un individu a effectivement en matière de politique, ainsi que son attention au jeu politique (connaître des noms de ministres, des programmes politiques en cours, etc.) ; mais aussi sur une compétence subjective, c'est-à-dire sa perception de la politique, et de sa légitimité politique, qui l'incitera ou non à participer à la vie politique. C'est ainsi que Daniel Gaxie parle de « cens caché », pour évoquer ceux dont les compétences subjectives concernant la politique incitent à s'autocensurer lors des sollicitations électorales.
Pour Jacques Lagroye, la politisation est « une requalification des activités sociales les plus diverses, requalification qui résulte d'un accord pratique entre des agents sociaux enclins, pour de multiples raisons, à transgresser ou à remettre en cause la différenciation des espaces d'activités ». En particulier, l'une des formes de politisation est « la prise de conscience chez des acteurs étrangers aux jeux ordinaires de l’espace politique de ce qu’ils appellent la dimension ou la portée politique de leurs activités ». Ainsi, on peut élargir très largement la définition classique de la politisation (c'est-à-dire l'attention au jeu politique) à d’autres dimensions qui, chez les citoyens ordinaires, constituent des façons d’agir, d’intervenir ou encore de protester dans des débats politiques. Cette définition n’est pas qu’extérieure : elle intègre la perception par les agents de ce qui est politique.

## Les données sociales de la politisation
La sociologie de la politisation s'est intéressée aux conditions sociales de la politisation. Ainsi, il y a des logiques sociales qui vont prédisposer les individus à être politisés ou non. Le niveau de diplôme, le capital culturel ou l'origine géographique sont autant de facteurs qui vont plus ou moins politiser. Ainsi, un individu ayant un diplôme de l'enseignement supérieur va être beaucoup plus politisé, va avoir une meilleure attention au jeu politique qu'un individu n'en ayant pas.